# A nagy zabálás
A nagy zabálás (La Grande Bouffe / La grande abbuffata) 1973-ban bemutatott színes, olasz–francia filmdráma. Marco Ferreri alkotásához az 1973-as cannes-i filmfesztivál legzajosabb botránya fűződik. Az öt főszereplő – Marcello Mastroianni, Philippe Noiret, Ugo Tognazzi, Michel Piccoli és Andréa Ferréol – saját keresztnevén szerepel a filmben, sőt a szereplők bizonyos tulajdonságai az őket alakító színészek valós személyiségére utalnak: Mastroianni például a magánéletben is nagy nőfaló hírében állt, Tognazziról pedig köztudott volt, hogy szabadidejében kitűnő szakács. Andréa Ferréol a szerep kedvéért 15 kilót hízott, ámbár később állítólag megbánta, hogy igent mondott Ferrerinek, és szabadulni próbált a film által kialakított imázsától. 
A magyar közönség a korszak más botrányfilmjeihez hasonlóan meglehetős késéssel, bő egy évtized után láthatta Ferreri alkotását, először a budapesti Filmmúzeum moziban, 1985-ben.

## A cselekmény
|  | Alább a cselekmény részletei következnek! |

Négy középkorú jó barát közös hétvégére készül. Ugo, a séf a feleségét hagyja ott a baráti kiruccanás kedvéért, kapcsolatuk szemmel láthatóan már úgyis kihűlt. A televíziónál dolgozó Michel többheti műsort elkészített előre, hogy nyugodtan tudjon elutazni a hétvégére. Lakásának kulcsait a lányára bízza. Marcello, a pilóta éppen egy külföldi utazásról érkezik vissza, ahonnan rengeteg sajtot hozott a baráti összejövetelre. Philippe, a bíró anyáskodó házvezetőnőjét, egykori dadáját hagyja magára, hogy barátaival lehessen. Az asszony tudja, hogy Philippe nem mond igazat, mikor azt állítja, hogy egy konferenciára megy, de azt hiszi, a férfi örömlányokhoz készül. A négy barát autóval utazik Philippe vidéki házához, melyet még az apja vásárolt az anyjának, de a mama nem költözött oda, mert túl frivolnak találta az épületet. Hamarosan egy furgonon megérkezik az első hússzállítmány elképesztő választékban és mennyiségben. Rövidesen megkezdődik a főzőcske és az evés, eleinte még csak visszafogottnak mondható módon. Evés közben a barátok régi diákat nézegetnek, Philippe művészinek mondott gyerekkori gyűjteményét a XX. század elején lefotózott meztelen nőkről. Másnap Ugo már reggel fél 7-kor felébreszti az álomszuszék Philippe-et, mert rajtuk a sor, hogy a konyhában szorgoskodjanak annak érdekében, hogy barátaikat ébredéskor fejedelmi reggeli várja. Később Marcello és Michel is felébrednek. Marcello azt mondja, hogy ő ilyen feltételek mellett nem tud maradni: neki hiányoznak a nők, képtelen lemondani róluk. Michel megígéri, hogy reggeli után visszatérnek a témára. A problémát azonban már étkezés közben megtárgyalják. Ugónak nincsenek ellenvetései, Philippe azonban kételyeit hangoztatja: szerinte a nők szétzilálnák a társaságot. Marcello különleges étrendet javasol a prostituáltak érkezése alkalmából.

Andrea felvarrja Philippe sliccgombját (Philippe Noiret és Andréa Ferréol)

A kéjhölgyek előtt azonban egy iskolai osztály érkezik látogatóba egy teltkarcsú tanítónő, Andrea kisasszony vezetésével. A nebulók egy öreg, terebélyes fát szeretnének megnézni a kertben. A négy férfi vendégül látja a tanulókat, Ugo pedig meghívja Andreát az esti összejövetelre. Philippe ezt nem tartja jó ötletnek, szerinte a tanítónő nem fogja jól érezni magát Marcello hölgyvendégeivel, Andrea viszont nem utasítja vissza a meghívást. Beköszönt az este, megérkeznek a lányok. Philippe és Michel ennek nem örül annyira, mivel a hölgyek érkezése óta alig ettek. Szerencsére a lányok szívesen csipegetnének valamit, ezért beszállnak az evésbe. A társasághoz csatlakozik Andrea is. Philippe felháborodik azon, hogy a duci tanítónőt meghívták a prostituáltak közé, Andrea viszont nem érzi sértve magát, sőt rokonszenvesnek találja a többi hölgyvendéget. Erre Philippe is kénytelen megbékélni. Mindenkinek jut partner, Andrea Philippe-hez csatlakozik. A társaság szórakoztatására Ugo Marlon Brandót utánozza A Keresztapa című filmből. A férfi alkalmi barátnője szívesen venné, ha Marcellóék példáját követve ők is csintalankodnának egy kicsit, Ugo viszont csak enni akar. Az anyáskodó Andrea felvarrja Philippe sliccének hiányzó gombját, a férfi pedig az egyik emeleti szobában megkéri a nő kezét. Rövidesen be is jelentik az eljegyzést a többieknek. A társaság örömmel fogadja a hírt, a tivornyázás azonban nem szakad félbe: merő tréfából tortával dobálják meg az egyik meztelen lányt. Hajnalban az egyik prostituált úgy dönt, elmegy, mert egész éjjel hányt és rosszul volt a sok evés miatt.
Reggeli közben egy másik lány is kifakad, hogy folyton csak esznek. Evés után Marcello elvonul a garázsba szeretkezni az egyik prostituálttal. Hamarosan megjelenik Andrea, és arra kéri, jöjjön azonnal, Michel rosszul van. Marcello rutinosan kezelésbe veszi a barátját, és közreműködésének köszönhetően Michel megkönnyebbülten hatalmasakat szellent. Ahogy kicsit jobban érzi magát, Ugo máris elkezdi etetni. Az egyik prostituált nem bírja tovább, kijelenti, hogy mindnyájan őrültek és meg fognak halni. A lányok távoznak, Andreát is hívják, de ő maradni akar. Sőt este már ő követeli az ennivalót, mikor a férfiak éppen nem esznek. Aztán ágyba bújik Michellel, hogy kicsit kipihenjék magukat. Marcello elvonul a garázsba, hogy egyedül egyen, de végül a falhoz vágja a tányért. Másnap a kertben Philippe azt mondja Andreának, hogy mindenképpen feleségül veszi, bárkivel is feküdt le a többiek közül. Később a nő együtt fekszik az ágyban Michellel, Philippe-pel és Ugóval. Rövidesen megjelenik Marcello, és magával hívja, hogy próbálják ki a működésbe hozott régi autót. A kertben kocsikáznak, kis idő után megállnak. Marcello azt akarja, hogy Andrea vegye le a kabátját, és mutassa meg a csupasz fenekét. A nő némi vonakodás után engedelmeskedik. Michel meglátja őket a tornácról, és kihívja Philippe-et is. Philippe azonban úgy nyilatkozik, hogy mindenképpen feleségül veszi Andreát, hiszen amit most tesz éppen Marcellóval, azt csak jóságból csinálja.

Az első halott (Marcello Mastroianni és Michel Piccoli)

Marcello este Philippe megértését kéri, de ismét szüksége van Andreára, akit magával visz a szobájába. Philippe nem tiltakozik, ám a pár távozása után az ennivalót kezdi kritizálni, hogy például Ugo miért nem tett tölteléket a pulykába. A duzzogás ellenére folytatódik az evés. Marcello ezalatt hiába próbál meg szerelmeskedni Andreával, életében talán először nem jön össze a dolog. Ingerült lesz, azt mondja, elmegy, hiszen az evésben úgysem lehet meghalni. Ezen össze is vitatkozik a többiekkel, és dühösen bemegy a fürdőszobába. A WC-kagyló szétesik, és az ürülék elárasztja a helyiséget. Michel kétségbeesik, Ugo viszont harsány kacajjal fogadja a látványt. Nevetése öklendezésbe fullad. Csak Philippe és Andrea fekszenek békésen az ágyon. Kint havazik. Marcello elmegy. A többiek arról beszélnek, hogy barátjuk fél meghalni. Másnap Michel megpillantja Marcello holttestét az udvaron. A pilóta megfagyott az autóban. Michel üvölt a fájdalomtól, Philippe viszont csendre inti a szomszédok miatt. A holttestet a konyhától üvegfallal elválasztott hatalmas hűtőkamrába teszik. A főzést Ugo és Andrea folytatja tovább, akik a tűzhely mellett kezdenek ölelkezni. Egyesülésük és főzéstudományuk tetőpontja az Andrea-lepény: a terebélyes nő csupasz hátsójával beleül a kelt tésztába az asztalon, miközben Ugóval ölelkezik.
A lakoma a szalonban folytatódik, ahol néha egy-egy mondatot váltanak egymással. Michel zongorázik, játékát hatalmas szellentésekkel kíséri. Váratlanul abbahagyja a zongorázást, és kimegy a tornácra, ahol holtan borul a kőkorlátra. A főzés még mindig nem ér véget, ezúttal Philippe és Ugo szorgoskodnak, persze Andrea is asszisztál. Ugo háromféle madárból készült pástétom-különlegességét viszont Philippe finnyásan fogadja. Eleinte se felvágni, se megkóstolni nem akarja, végül azt mondja, szar az íze. Andreának ízlik az édesség, de bevallja, hogy már képtelen többet enni. Ugo rendületlenül folytatja az evést, Philippe pedig elmegy aludni. Hívja Andreát is, ő viszont Ugóval akar maradni, hogy a férfi ne egyedül egyen tovább. Később lehívja Philippe-et, hogy együttesen próbálják rábírni Ugót arra, hogy hagyja abba az evést. Minden hiába. Ugo már annyira telítődött, hogy ülni már nem is tud, csak feküdni. Philippe eteti, Andrea pedig belenyúl Ugo sliccébe, hogy örömöt okozzon neki. Egy görcsös rohamot követően Ugo meghal. Másnap reggel Andrea a kertben szolgálja fel Philippe-nek a soros nyalánkságot, a két nagy mellet formázó pudingot. A férfi hozzálát az evéshez. Megérkezik a következő hússzállítmány. Andrea azt mondja a szállítóknak, hogy tegyék le a kertben a húst. A hentesek ugyan csodálkoznak ezen a kívánságon, de azért engedelmeskednek. Evés közben Philippe rosszul lesz, és Andrea kebleire borulva meghal. A nő magára maradt. Szótlanul indul befelé a házba, az udvaron letett hússzállítmányt pedig az odasereglett kutyák kezdik felfalni…

## Értelmezési lehetőségek
A nagy zabálás legkézenfekvőbb és ezért leggyakoribb értelmezése, hogy a film a fogyasztói társadalom szatirikus kigúnyolása. A középpolgárságot képviselő főszereplők egyre féktelenebbül falják a finomabbnál finomabb, nagy műgonddal elkészített ételeket, a mértékét vesztett fogyasztástól azonban képtelenek fel is dolgozni a nemes táplálékot, ami aztán egészen addig távozik valahogy a szervezetükből, míg a testük fel nem mondja a szolgálatot. A szatíra éle részben azáltal nyilvánul meg, hogy ordító az ellentét a négy férfi konszolidált életformája és társadalmi helyzete, az ételek elkészítésének kifinomult módja, illetve az orgiával színezett lakoma féktelensége között: e zabálás (= fogyasztás) során a főszereplőkről leválik a civilizáció, a tisztes polgári lét máza, és felszínre törnek primitív ösztöneik, megmutatják valódi énjüket. A létezés számukra immár a test funkcióira korlátozódik, az evés, ürítkezés és szeretkezés monoton körforgására, amely azonban már semmiféle valódi élvezetet nem okoz nekik. A nagy zabálás alighanem ezen a ponton kapcsolódik a polgárság csődjét ábrázoló egyéb alkotásokhoz, mint például Ferreri korábbi filmje, a Dillinger halott (1969), Luis Buñuel A nap szépe (1967) és A burzsoázia diszkrét bája (1972) című munkái, vagy Pier Paolo Pasolini szimbolikus jelentésű filmjei, a Teoréma (1968) és a Disznóól (1969). Ferreri botrányfilmje nemcsak a fogyasztói társadalom vagy általában a polgárság, hanem tulajdonképpen az egész európai kultúra és szellemiség fölött mondott ítélet. A négy főszereplő személyiségéhez és foglalkozásához ugyanis e kultúrkör kulcseszméi és kulcsfogalmai társulnak. A pilóta Marcello képviseli a technikai fejlődést és a modernizmust, a szakács Ugo az esztétikát és a kifinomultságot, a bíró Philippe a családot és a jogot, az egyik jelenetben balettozó tévéproducer, Michel pedig az idealizmust, a művészetet és a humanizmust.

Készül az Andrea-lepény (Andréa Ferréol és Ugo Tognazzi)

Ferreri kedvenc témái közé tartozott a hagyományos nemi szerepek megkérdőjeleződése, a férfi dominanciára épülő társadalom válsága, a világ elnőiesedése. Egyik kedvenc tézisét egyik kései filmjének a címében – A jövő a nő (1984) – is megfogalmazta, és e megállapítás csírái A nagy zabálásban is felfedezhetők. Ebben a filmben a férfiak zabálása a halálhoz kapcsolódik, tudatosan vállalt, ám céltalan és értelmetlen öngyilkosság, olyasfajta jeltelen halál, amilyen Juliené Pasolini Disznóóljában. A női szereplők képviselik ebben a filmben az életet, a vidámságot, még akkor is, ha a duci tanítónő afféle „halál angyala”, aki végigasszisztálja és túléli a férfiak halálos lakomáját. A nők jelenléte azonban csak arra jó, hogy Ferreri a négy főszereplő tökéletes csődjét a férfiasság oldaláról is kidomborítsa. Még a testi örömök megszállottja, Marcello sem tud valójában mit kezdeni a lányokkal; ahogyan az evésben, úgy a szeretkezésben is már csak a fogyasztás kényszere hajtja: sem egyiket, sem másikat nem tudja igazán élvezni. Az egyik lányt a garázsban egy autóalkatrész segítségével próbálja kielégíteni, a mindenre hajlandó Andreánál pedig végleg felsül. Andrea szimbolikus figura, aki elomló bájaival egyszerre idézi meg a gondoskodó anya és a mindenre kapható szerető archetípusát. Ez a kettősség kíséri végig minden jelenetét: Philippe-nek és Michelnek inkább az anyai oldalát mutatja, Ugónak és Marcellónak viszont a benne rejlő kurtizánt tárja fel. Egy személyben ördög és angyal, aki „haláltánc”-cá fokozza fel az amúgy is groteszk lakoma tempóját, naivitásnak tűnő bölcsességével, testi valójával pedig „megédesíti” a halálba vezető út állomásait, az utolsó pillanatokat is beleértve.

## A botrány
Az 1973-as cannes-i filmfesztiválon két francia alkotás okozta a legnagyobb botrányt: Marco Ferreri A nagy zabálás és Jean Eustache A mama és a kurva című filmje. Ferreri műve ellen már jóval a cannes-i premier előtt megindultak a sajtótámadások, legelőször a Nice-Matin hasábjain. Itt jelentette be Carlo Rim, a Filmrendezők Nemzetközi Szövetségének elnöke és a cannes-i filmfesztivál igazgatótanácsának tagja, hogy a bizottság mely francia filmeket válogatta be a fesztiválprogramba. Kissé meglepő módon Rim rögtön meg is kritizálta a szóban forgó francia filmeket. A nagy zabálás esetében például kifogásolta, hogy egy olasz rendező filmje (ami olasz–francia koprodukció) miért pont francia színekben indul. Szerinte az igazgatói tanács másik tagja, André Astoux – aki a Nemzeti Filmművészeti Központ vezérigazgatója is volt – kifejezetten arra kérte a bizottságot, hogy „kivételesen tekintsenek el a jó ízléstől”. Astoux másnap ugyanott reagált Rim vádjaira: azt nyilatkozta, helyteleníti, hogy a szakmai titoknak számító belső vitákat kollégája megszellőztette, ugyanakkor a valóság az, hogy A nagy zabálás elsöprő többséget kapott a szavazáskor. A stafétát a Le Figaro vette át, amely szintén teret adott a film nemzeti hovatartozásáról szóló vitának.
A május 21-én, délután tartott első cannes-i vetítés viszonylag nyugodt körülmények között zajlott. A bemutatót követő sajtótájékoztatón megjelent a rendező és az öt főszereplő. Ferreri az első provokatív kérdésekre így felelt: „A nagy zabálásban bemutatott emberek ugyanolyanok, mint mi.” Michel Piccoli kereken kijelentette, hogy nem szégyenkezik a film miatt, és egyáltalán nem érdekli, hogy mi mindennek hordják le őt és partnereit a közreműködésük miatt. Hozzátette azonban, hogy kicsit azért sajnálja, hogy szerepelt Ferreri alkotásában: szerinte ugyanis annyira szép lett a film, hogy szívesebben fedezte volna fel egyszerű mozinézőként. Elmondta még, hogy szerinte „nagyokat szellentve meghalni semmivel sem borzalmasabb, mint katonai egyenruhában.” Ugo Tognazzi más módon provokálta a médiát, amikor azt nyilatkozta: „Az ételek olyan jól voltak elkészítve, hogy kész élvezet volt az evés. El sem merem mondani, hány kilót szedtem magamra.” Ezek után várható volt, hogy az esti vetítés már nem lesz csendes és nyugodt. A díszterem zsúfolásig megtelt, ám a film feléig a közönség csendben volt. Utána viszont megkezdődött a füttykoncert: mintha a nézők ily módon kívántak volna versenyre kelni a filmvászon felől mind sűrűbben hallható szellentések és böfögések hangjaival. A közönség egy része végül a befejezés előtt távozott. Miután kigyulladtak a fények a teremben, André Astoux tüntetőleg és együttérzően kezet fogott a rendezővel és a színészekkel. Az alkotókat a kijáratnál dühös tömeg várta, melyen alig sikerült keresztülverekedniük magukat. Astoux évekkel később úgy emlékezett vissza az önéletrajzában, hogy kis híján meglincselték őt.
Mivel a cannes-i bemutatót követő napon A nagy zabálást országosan is vetíteni kezdték, a sajtótámadások folytatódtak. Ezek egy része kifejezetten Ferreri személye ellen irányult: pocakos, körszakállas külsejét éppúgy szóvá tették, mint olasz nemzetiségét, és azzal vádolták, hogy franciaellenes, a botrányt meg szándékosan csinálta, a pénz érdekében. A Le Figaro különösen élen járt a mű pocskondiázásában, számos, esetenként a becsületsértés kategóriáját is kimerítő kritikának adott helyet. André Brincourt például így írt: „Más dolog, hogy készült egy olyan film, mint amilyen A nagy zabálás, és megint más, hogy ez a hányadék képviseli hivatalosan Franciaországot a cannes-i filmfesztiválon. A nagy zabálás megítélése nem is annyira a filmkritika, mint inkább a pszichiátria feladata.” Igazságtalanság és torzítás lenne azonban hallgatni arról, hogy a francia sajtóban is voltak, akik védelmükbe vették Ferreri munkáját. A Le Nouvel Observateur hasábjain például Jean-Louis Bory így írt: „Éljen Ferreri! Ebben a filmben a hősök szarnak, basznak, böfögnek, finganak. Más szóval: élnek. Senki se mondhatja, hogy a francia film megijed a saját árnyékától.” A kultúrbotrány politikai színezetet kapott, amikor Francis Palmero, Menton polgármestere nyílt levelet írt Michel Drouon kulturális miniszternek, hogy magyarázatot kérjen tőle, miként képviselhette az országot egy ilyen film a cannes-i seregszemlén. Olivier Stirn államtitkár válaszában kihangsúlyozta, hogy A nagy zabálás semmilyen állami támogatást nem kapott, s mivel ő maga is látta a filmet, úgy véli, nem jellemző a francia kultúrára. Szerinte azonban cenzúrát követelni egyrészt együtt járna a művészi szabadság nemkívánatos korlátozásával, másrészt Ferreri alkotása egyébként sem érdemli meg, hogy sokat beszéljenek róla. A támadások ellenére A nagy zabálás végül a Filmkritikusok Nemzetközi Szövetsége (FIPRESCI) díját kapta a fesztiválon, ráadásul megosztva a másik botránykővel, A mama és a kurvával, ami a zsűri külön nagydíját is elnyerte. Ennek ellenére a zsűri elnöke, a svéd származású hollywoodi filmcsillag, Ingrid Bergman úgy érezte, nyilvánosan kell kifejeznie sajnálkozását amiatt, hogy Franciaország „a fesztivál két legközönségesebb és legundorítóbb filmjével” szerepelt a versenyprogramban.

## Rokon alkotások
Az 1970-es években A nagy zabálás mellett született még néhány olyan alkotás, melynek főszereplői a külvilágtól többé-kevésbé elszigetelve a testi élvezeteknek adják át magukat. Bernardo Bertolucci Utolsó tangó Párizsban (1972) című alkotásának főszereplői kizárólag a testiségre kívánják korlátozni a kapcsolatukat, de hosszú távon az érzelmek nem mellőzhetők. Pier Paolo Pasolini Salò, avagy Szodoma 120 napja (1975) című drámájában a szexualitás a Hatalom eszköze a neki alárendeltek kihasználására és megalázására, míg Jancsó Miklós Magánbűnök, közerkölcsök (1976) című munkájában a szexualitás éppen hogy eszköz a Hatalom ellen, a szabad ember legtermészetesebb megnyilvánulása. Nagisza Oshima Az érzékek birodalma (1976) című drámája a női szexualitást állítja középpontba, valamint a nemiség és a halál összefüggéseit vizsgálja.
A nagy zabálás hatása mutatható ki olyan filmekben is, mint például Luis Buñuel A szabadság fantomja (1974) című szatírája, melynek egyik epizódjában a tisztes polgárok egy díszes asztal köré ülnek, mikor ürítkeznek, és egy elszeparált helyiségbe vonulnak vissza, ha enni akarnak. (Ferreri forgatókönyvírója, Rafael Azcona dolgozott Buñuellel is.) Dušan Makavejev Sweet Movie (1974) című filmjének szintén van egy lakomajelenete, melynek résztvevői ugyanannál az asztalnál esznek, ahol ürítkeznek is, anélkül, hogy e két folyamat elkülönülne egymástól. Peter Greenaway A szakács, a tolvaj, a feleség és a szeretője (1989) című filmje akár hommage is lehetne A nagy zabáláshoz.

## Érdekességek
- Michel Piccoli filmbeli lányát, Barbarát a színész valódi lánya, az első házasságából született Cordelia Piccoli játszotta. Egy másik kicsiny szerepet Piccoli édesapja, Henri Piccoli alakított.

- A film mind a 4 férfi főszereplője játszott Ferreri következő alkotásában, a Ne nyúlj a fehér nőhöz! (1974) című szatirikus westernben. A női főszereplő Catherine Deneuve volt, aki a magánéletben viszonyt folytatott Marcello Mastroiannival, és barátságot ápolt Michel Piccolival.

- Ferreri utolsó filmje, a zömmel budapesti mozikban forgatott Ezüstnitrát (1997) egyik jelenetében a szereplők A nagy zabálást nézik.

## Magyar kritikai visszhang
„»A jól sikerült túlzások – metaforák« – mondotta Arisztotelész, s Ferreri ennek szellemében feszíti ki a történés ívét. Csak egy cseppet toldja meg a banális szituációt, de ez a csepp természetesen végzetes: ti. a halálig. Innen tekintve a históriát, érthetően többről van szó, mint a vegetatív örömök valamiféle pajzán vagy kicsapongó hajszolásáról. A négy barát furcsa kirándulását kezdettől valami bizonytalan, kimondatlan árnyékolja be, s csak a vége felé értjük meg: maguk vállalta, előre eltervelt programot hajtanak végre, bizarr, szándékoltan trivialitásba fordított öngyilkosságot. Ez az alattomos árnyék azonban mégis ott honol a képtelenebbnél képtelenebb helyzetek felett, s ha drasztikusak, émelyítően nyersek a történés részletei, csak annál groteszkebb a közelgő »halál angyala«. Különösen ha elképzeljük, hogy ez az angyal valóságos, testi létező, egy »lágy, szőke és kétszáz mázsa« méretű gyengéd hölgy. […] Ferreri »gusztustalan víziója« tulajdonképpen két kulcsfogalommal dolgozik: a telhetetlenségtől vezető utat vázolja fel a tehetetlenségig, a szerzésvágytól a csömörig, a halmozás kielégíthetetlen étvágyától a bénító, fullasztó teherig, a mohó életkedvtől egészen a mindent berekesztő halálig. Visszataszító? Leírhatatlanul. De hát nem maga a jelenség elsősorban az? Kényelmetlen látvány, de még kényelmetlenebb igazság. Valószínűleg ez az oka annak, hogy olyan példátlan felháborodást keltett.”

(Bíró Yvette: A mértéktelenség dicsérete? (Cannes-i jegyzetek). In: Filmkultúra 65/73, Budapest, 1991, Századvég Kiadó, 209–210. oldal)
„Ez a film nagyon jó, de nem lehet szeretni. Hibátlan műalkotás, csak éppen irtózatot kelt bennem. S egyáltalán nem azért, mert a filmvásznat olykor a szó szoros értelmében elönti a szar, nem is azért, mert Michel Piccoli akkorákat fingik benne, hogy meglibben az ember haja a zsöllyében, és főként nem azért, mert láthatom, hogy egy olyan érdemdús, nyugati világsztár, mint Marcello Mastroianni, hogyan kefél meg három gyönyörű, fiatal kurvát, míg ellenben egy hájaska vidéki tanítónő szerepében Andrea Ferréol – aki az alakítás kedvéért 15 kilót hízott 1973-ban, amikor a film készült – miként gyűri temérdek combjai közé Marcello filmbeli és valóságos barátait: Philippe-et (Noiret-t), Ugót (Tognazzit), és Michelt (Piccolit)… Mindezt üdítően szórakoztatónak találom a film cselekményének és mondandójának összefüggéseiben, különösen egy magyar moziban, ám ennél mélyebb ellenérzéssel viseltetek a film rendezőjének a műegészből kiolvasható létfilozófiai álláspontjával szemben, amelynek tudatosítása nélkül A nagy zabálás valószínűleg értelmezhetetlen, vagy csak sekélyesen – mint a fogyasztói társadalom kiúttalanságáról szóló szatíra – értelmezhető.”

(Kornis Mihály: Az Apokalipszis diszkrét bája. In: Filmvilág 1985/6, 16–17. oldal)

## Főszereplők
| Szerep    | Színész               | Magyar hangja (1. szinkron) |
| --------- | --------------------- | --------------------------- |
| Marcello  | Marcello Mastroianni  | Mihályi Győző               |
| Michel    | Michel Piccoli        | Oszter Sándor               |
| Philippe  | Philippe Noiret       | Papp János                  |
| Ugo       | Ugo Tognazzi          | Sinkó László                |
| Andrea    | Andréa Ferréol        | Kiss Mari                   |
| Danielle  | Solange Blondeau      | ?                           |
| Anne      | Florence Giorgetti    | ?                           |
| Nicole    | Michèle Alexandre     | Pásztor Erzsi               |
| Madeleine | Monique Chaumette     | ?                           |
| Hector    | Henri Piccoli         | Galgóczi Imre               |
| Braguti   | Louis Navarre         | ?                           |
| Pierre    | Bernard Menez         | ?                           |
| Barbara   | Cordelia Piccoli      | Huszárik Kata               |
| Mini      | Patricia Milochevitch | ?                           |
| Zack      | James Campbell        | ?                           |

## Fontosabb díjak és jelölések

### Cannes-i filmfesztivál
- 1973 díj Marco Ferreri (FIPRESCI-díj, megosztva A mama és a kurva című filmmel)
- 1973 jelölés Marco Ferreri (Arany Pálma-jelölés)

### Golden Screen-díj
- 1974 díj Az esztendő egyik legsikeresebb filmje az NSZK-ban